# Cleópatra Teia
Cleópatra Teia (é) foi uma princesa ptolemaica casada com vários reis selêucidas. Era filha de Ptolemeu VI Filómetor  e da esposa e irmã deste, Cleópatra II. 
Por volta de 162 a.C. o rei selêucida Antíoco V seria sucedido pelo seu primo Demétrio I Sóter. Contudo, este tornou-se impopular junto da população. Em 150 a.C. surge no reino selêucida um pretendente ao trono, Alexandre Balas, que desafiava Demétrio. O rei egípcio Ptolemeu VI Filómetor, bem como o senado romano, decidem apoiar Alexandre Balas. No contexto deste apoio Ptolemeu VI oferece a sua filha Cleópatra Teia em casamento a Alexandre Balas. Com este Cleópatra viria a ter um filho, que recebeu o nome de Antíoco. 
Ptolemeu VI viria a retirar o apoio a Alexandre Balas, tendo considerado inválido o casamento da filha com este. Decidiu então transferir Cleópatra de Alexandre para Demétrio II Nicátor, filho de Demétrio I. Alexandre Balas e o Ptolemeu VI acabariam por morrer os dois na mesma batalha, a batalha de Antioquia (145 a.C.), em que também participou Demétrio II Nicátor, que sobreviveu.
O novo marido de Cleópatra tornou-se também impopular, tendo sido acusado de perseguir os antigos apoiantes de Alexandre Balas. Diódoto, governador da Síria, chega a raptar o filho de Cleópatra e a declará-lo como rei em Antioquia, mas manda matá-lo um ano depois da coroação. 
Demétrio II consegue derrotar Diódoto e reconquistar o poder, mas foi feito prisioneiro pelos Partos. Ele permaneceu prisioneiro por dez anos, e voltou para reinar na Síria. Cleópatra decide então embarcar num novo casamento, desta feita com o seu cunhado Antíoco VII.
Antíoco VII revelou-se um soberano competente, tendo conseguido libertar o irmão, antes de morrer em 129 a.C. em luta contra os Partos.